# Channa asiatica
Channa asiatica es una especie de pez del género Channa, familia Channidae. Fue descrita científicamente por Linnaeus en 1758.
Se distribuye por Asia: cuenca del río Yangtsé en el centro de China, Taiwán, isla de Hainan hasta la cuenca del río Rojo en el norte de Vietnam. También en Japón y Sri Lanka. La longitud total (TL) es de 20 centímetros. Habita en aguas dulces y su dieta se compone de crustáceos, larvas de insectos y peces.
Está clasificada como una especie marina inofensiva para el ser humano.